# Aniane
Aniane je francouzská obec na severu departementu Hérault v regionu Okcitánie. V roce 2011 zde žilo 2822 obyvatel, v roce 2020 to bylo 2939 obyvatel. Je centrem kantonu Aniane.

## Sousední obce
La Boissière, Gignac, Puéchabon, Saint-Guilhem-le-Désert, Saint-Jean-de-Fos

## Vývoj počtu obyvatel
Počet obyvatel